# Henry Kamen
Henry A. Kamen (ur. 1936 w Rangunie) – brytyjski historyk. Studiował na Uniwersytecie Oksfordzkim. Członek brytyjskiego Królewskiego Towarzystwa Historycznego. Wykładał na różnych uniwersytetach w Hiszpanii i w USA. W Polsce ukazały się jego prace: „Inkwizycja hiszpańska” i „Imperium hiszpańskie. Dzieje rozkwitu i upadku”.

## Wybrane publikacje
- The Iron Century: Social Change in Europe, 1550-1660. New York: Praeger Publishers (1972)
- Spain in the Later Seventeenth Century. London: Longman (1980)
- Golden Age Spain. Basingstoke: Macmillan Education (1988)
- European Society 1500-1700. New York; London: Routledge (1984)(1992) [revision of The Iron Century]
- The Phoenix and the Flame. Catalonia and the Counter-Reformation. London and New Haven: Yale University Press (1993)
- Philip of Spain. New Haven: Yale University Press (1997)
- The Spanish Inquisition: A Historical Revision. London and New Haven: Yale University Press (1998)
- Early Modern European Society. London: Routledge (2000)
- Empire: How Spain Became a World Power, 1492-1763. New York: HarperCollins (2003)
- The Duke of Alba. London and New Haven: Yale University Press (2004)
- Spain 1469-1714: a Society of Conflict. London and New York: Longman (2005)
- The Disinherited; Exile and the Making of Spanish Culture, 1492-1975. New York: HarperCollins (2007)
- Imagining Spain. Historical Myth and National Identity. London and New Haven: Yale University Press (2008)